# Tinocòrids
Els tinocòrids (Thinocoridae), són una família de camallargs petits i gregaris, adaptats a una dieta herbívora. Pertanyen a l'ordre dels Caradriformes i reben el nom de tinocors.

## Morfologia
Aspecte similar a les guatlles o a les gangues. Amb una llargària entre 20 i 30 cm i un pes de 60 - 250g, els del gènere Thinocorus són menors, amb una grandària d'un becadell com a màxim. Els del gènere Attagis són majors, de la grandària d'una perdiu. Tenen curtes cues i potes (amb dits llargs). El color general del plomatge és críptic. Hi ha un lleuger dimorfisme sexual en el plomatge de les espècies de Thinocorus: Els mascles tenen la cara, coll i pit gris.

## Hàbitat i distribució
Habiten una certa varietat de medis durs, incloent les praderies, estepes, deserts semiàrids, i hàbitat alpí. Attagis gayi arriba al límit de la neu (5500 m) 
La família es distribueix per Sud-amèrica, en les regions andines i patagones.

## Reproducció
El niu és una ranura superficial sobre el terreny amb escàs material. Els ous (2 - 4) són color ocre o crema, amb motes brunes, oliva o lila i taques negres. Els coven durant 25 dies. Els joves són nidífugs i volen abans dels dos mesos.

## Taxonomia
La família es classifica en dues gèneres, Attagis i Thinocorus, amb dues espècies cadascú d'ells. Les relacions amb altres famílies dins l'ordre Charadriiformes no són clares. S'ha suggerit que els pedionòmids, els jacànids, i els rostratúlids, són llurs pròxims parents. En particular els pedionòmids tenen una ecologia alimentària semblant, però difereixen notablement en la biologia de la reproducció. En la classificació de Sibley-Ahlquist formen part de l'Ordre Ciconiiformes.
- Gènere Attagis, amb dues espècies.
- Gènere Thinocorus, amb dues espècies.